# Aruncător de bombe calibru 82 mm model 1977
Aruncătorul de bombe calibru 82 mm model 1977 (abreviat M1977 sau M77) este o variantă românească, îmbunătățită a aruncătorului PM-37 de fabricație sovietică (la rândul său o copie îmbunătățită a aruncătorului francez Brandt de 81 mm model 27/31). M77 reprezintă principalul aruncător de calibru mediu al Armatei Române.

## Istoric

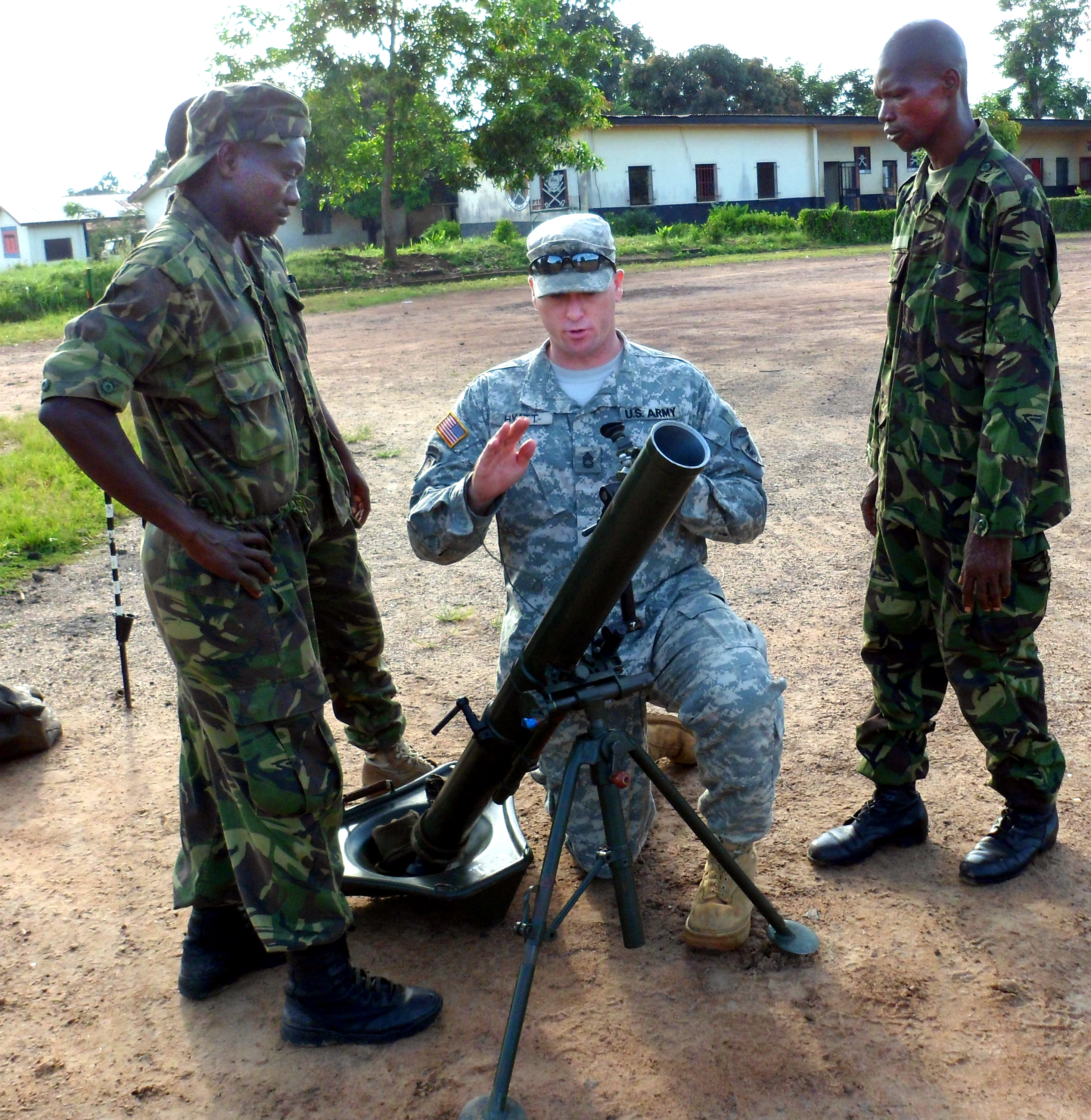
Soldați din Sierra Leone instruiți de un sergent american cum să folosească aruncătorul M77.

M1977 a fost proiectat la mijlocul anilor 1970 pentru a înlocui modelul sovietic PM-37 din perioada celui de-al Doilea Război Mondial. Acest aruncător sovietic era o copie directă a modelului francez Brandt și avea în plus arcuri între țeava lisă și bipied pentru a amortiza efectul reculului. M77 este fabricat în prezent de Carfil Brașov. Bătaia maximă a crescut de la 3 kilometri la 4,4 kilometri. Țeava monobloc este lisă. Aruncătorul a fost adaptat pentru a fi montat pe vehicule blindate de luptă, precum TABC-79. 
Aruncătorul M77 este folosit de unitățile de infanterie, vânători de munte și parașutiști ale forțelor terestre române și reprezintă armamentul de artilerie clasic la nivel de companie.

## Descriere
Aruncătorul md. 1977 se compune din următoarele părți mari: țeava cu închizătorul, afetul bipied, placa de bază, aparatele de ochire, piese de schimb, scule și accesorii (P.S.A.) și accesoriile pentru transport. Aparatul de ochire este de tip MPM-44M și se compune din dispozitivul unghiului de nivel, luneta și prelungitorul aparatului de ochire. Aruncătorul poate folosi și alte aparate de ochire, precum MPM-44 (optic), MPB-82 (mecanic), MP-41 sau MP-42 (ambele cu colimator). Bombele pot fi de tip exploziv, de iluminare, fumigene și pentru difuzat materiale tipărite. Drept muniție de război, aruncătorul folosește în principal lovitura cu bombă explozivă din fontă oțelită O-832-77 (cu 10 aripioare), alcătuită din bombă, focos și încărcătură de azvârlire. Aruncătorul de bombe calibrul 82 mm poate folosi și muniția aruncătorului md. 1937.

## Variante
Model 1977
Modelul original, poate fi livrat atât în varianta 82 mm, cât și în varianta 81 mm.
Model 1999
Model îmbunătățit, cu țeavă mai lungă. Are o bătaie mai mare (6 km), însă este mai greu (51 kg) și are o cadență maximă de tragere în primul minut de 15 lovituri. Placa de bază  este în formă rotundă. În mod similar modelului original, poate fi livrat atât în varianta 82 mm, cât și în varianta 81 mm.

## Utilizatori
- România - 398 de aruncătoare M77 în dotarea Forțelor Terestre Române.[1]
- Republica Moldova - 52 de aruncătoare M77 în dotarea Forțelor Terestre ale Republicii Moldova.[2]
- Sierra Leone